# 중국 국민주의
중국 국민주의(중국어: 中國國民主義)는 중국인의 문화적, 사회적, 민족적 통일을 지향하는 사상으로 쑨원이 발전시킨 근대적 국민주의, 시민국민주의 사상의 한 갈래이다. 중국 국민주의는 좌익 국민주의와 마찬가지로 반제국주의이며, 중화민족이 주도하는 다민족적 국민주의이다. 또한 과거의 한족 국민주의, 오늘날의 국수주의와 구별되어야 한다.

## 변종
쑨원이 발전시킨 중국 국민주의는 다양한 정치 집단의 해석에 따라 의미가 크게 왜곡되기도 하였다. 

### 중국국민당의 국수주의
중국 국수주의는 남의사에 의해 발생한 사상으로 중국 국민주의의 반제국주의적 측면을 전면으로 부정하고, 제국주의와 파시즘을 추구하는 반동적 사상이다. 이 사상의 기원이 나치 독일, 파시스트 이탈리아, 프랑코 정권과 깊은 연관이 있어 비판을 받고 있다.

### 중국공산당의 중국 국수주의
덩샤오핑, 장쩌민 정권 치하에서 중국공산당의 이념과 국민주의가 결합되면서 본질을  이탈한 중국 국수주의가 다시 출현했다.

## 같이 보기
- 진보주의
- 좌익 국민주의
- 삼민주의
- 반제국주의
- 중국 통일
- 중화권